# Lehragaga
Lehragaga là một thành phố và là nơi đặt hội đồng đô thị (municipal council) của quận Sangrur thuộc bang Punjab, Ấn Độ.

## Nhân khẩu
Theo điều tra dân số năm 2001 của Ấn Độ, Lehragaga có dân số 19.310 người. Phái nam chiếm 53% tổng số dân và phái nữ chiếm 47%. Lehragaga có tỷ lệ 64% biết đọc biết viết, cao hơn tỷ lệ trung bình toàn quốc là 59,5%: tỷ lệ cho phái nam là 70%, và tỷ lệ cho phái nữ là 57%. Tại Lehragaga, 13% dân số nhỏ hơn 6 tuổi.